# Палитра любви
«Палитра любви» (чеш. Paleta lásky) — чехословацкий фильм 1977 года режиссёра Йозефа Маха.

## Сюжет
Фильм рассказывает о жизни и творчестве великого чешского художника Йозефа Манеса (1820—1871). В основе сценария роман Франтишека Кожика, но из романа взято лишь несколько эпизодов. Авторы сценария сосредоточились главным образом на ранних годах учёбы Манеса в художественных школах, и вторая часть фильма — когда уже зрелый и самобытный художник продвигал свою концепцию нового оформления городских башенных часов.
Йозеф Манес вступает в конфликт с директором Академии изящных искусств, и его немедленно выгоняют из школы. Но Йозеф не унывает. Он молод и верит в свой талант. Он также влюблен в служанку Фанинку. Однако вскоре реальность настигает его. Фанинка ждет ребёнка от Йозефа, но его сестра Амалия, которую поддерживает вся семья, выгоняет служанку.
1865 год, и астрономические часы Старого города Праги реконструируются. Манес хочет получить заказ на рисунки на циферблате часов, но городской совет предлагает работу другому художнику, и только когда тот отказывается — потому что гонорар слишком мал даже для покрытия расходов, — Манес получает свой шанс, и хотя до открытия часов художник не дожил, но смог воплотить свои идеи в жизнь.

## В ролях
- Петр Костка — Йозеф Манес
- Станислав Фишер — Гвидо Манес, художник, брат Йозефа
- Мирослав Долежал — Франтишек Вацлавик, архитектор
- Эдуард Цупак — Ян Неруда, писатель
- Лудек Мунзар — Карел Пуркине, художник
- Яна Штепанкова — Амалия Манесова, художница-пейзажистка, сестра Йозефа
- Богуш Загорский — Ян Евангелиста Пуркине
- Яна Швандова — Фанинка, служанка, возлюбленная Йозефа Манеса
- Либуше Шафранкова — Йозефина, незаконнорожденная дочь Йозефа Манеса
- Соня Валентова — актриса Йиндржишка Славинская
- Мартин Ружек — директор Пражской академии художеств Христиан Рубен
- Зденек Ходр — директор Пражской академии художеств Эдуард фон Энгерт
- Йозеф Ветровец — мэр Праги доктор Вацлав Бельский
- и другие

## Фестивали
- Приз Международной недели исторического кино в Кордове, Испания (1978)